# Eviulisoma abadi
Eviulisoma abadi är en mångfotingart som beskrevs av Jean-Paul Mauriès 1984. Eviulisoma abadi ingår i släktet Eviulisoma och familjen orangeridubbelfotingar. Inga underarter finns listade i Catalogue of Life.